# Horobiivka, Skvîra
Horobiivka (în ucraineană Горобіївка) este localitatea de reședință a comunei Horobiivka din raionul Skvîra, regiunea Kiev, Ucraina.

## Demografie
Componența lingvistică a localității Horobiivka
     Ucraineană (98,59%)
     Rusă (1,22%)
     Alte limbi (0,19%)
Conform recensământului din 2001, majoritatea populației localității Horobiivka era vorbitoare de ucraineană (98,59%), existând în minoritate și vorbitori de rusă (1,22%).

## Legături externe
- pl Worobijówka (9) wieś u źródeł rzeki Ławryka, dopływu Berezianki, powiat skwirski în Dicționarul geografic al Regatului Poloniei și al altor țări slave, volum XIII (Warmbrun — Worowo) 1893